# David Allan Coe
David Allan Coe (Akron, 6 settembre 1939) è un cantautore e chitarrista statunitense di musica country.
Allan Coe riscosse un notevole successo negli anni settanta e ottanta, negli anni successivi, si è definitivamente imposto come uno dei volti più noti della musica country.
Molti artisti, tra cui Tanya Tucker, Billie Jo Spears, George Jones, Tammy Wynette, Willie Nelson, GG Allin e Kid Rock, hanno suonato le sue canzoni.
Nella sua carriera, che si protrae da oltre 65 anni, David ha guadagnato tre dischi d'oro e uno di platino negli Stati Uniti oltre ad essere stato candidato ai Grammy Awards.

## Biografia
Coe passò la sua giovinezza in modo scellerato, facendo furti e atti di teppismo e finendo per questo in molte prigioni. Nel 1968 pubblicò il primo album, Penitentiary Blues, e iniziò i primi feroci e inimitabili concerti, tanto che si guadagnò il nomignolo Mysterious Rhinestone Cowboy.
Coe finì nelle top ten grazie alla canzone You Never Even Called Me By My Name nel 1975, ancora oggi riconosciuta come una delle più belle canzoni country. Coe è anche conosciuto per The Ride.
Problemi con le tasse lo afflissero negli anni '80 e così fu costretto ad abbandonare la scena. Ritornò negli anni '90 suonando e recitando in film come Buckstone County Prison.
Continuò i suoi tour in compagnia del chitarrista Joe Finn, ai quali assistevano sia anziani che giovani teenager.
Coe suonò con molti artisti, tra cui Dead Kennedys con cui scrisse anche un album. Nel 2002 Coe ha creato con la Cleveland International Records l'etichetta Coe Pop Records.
Nel 2005 Coe ha suonato con Merle Haggard, Toby Keith, Billy Joe Shaver, Jack Ingram e Shelby Lynne.
Dal 1999 al 2003, Coe partecipò ad un progetto denominato Rebel Meets Rebel con i Pantera/Damageplan Dimebag Darrell, Vinnie Paul e Rex Brown, pubblicando l'album Rebel Meets Rebel.

## Stile ed influenze
Le canzoni di Coe sono conosciute per il ritmo rock molto forte e con un tocco caraibico, contenente assoli di chitarra e, nei testi, innumerevoli giochi di parole.
Coe è stato più volte definito razzista a causa di frasi contenute nei suoi testi, accusa sempre smentita categoricamente dall'artista. [1]

## Discografia parziale
- Penitentiary Blues
- Requiem for a Harlequin
- Mysterious Rhinestone Cowboy
- Once Upon a Rhyme
- Longhaired Redneck
- Texas Moon
- Rides Again
- Greatest Hits
- Tattoo
- Family Album
- Human Emotions
- Buckstone County Prison
- Spectrum VII
- Compass Point
- Nothing Sacred
- I've Got Something to Say
- Invictus Means Unconquered
- Tennessee Whiskey
- Rough Rider
- D.A.C.
- Underground Album
- Castles in the Sand
- Hello in There
- Just Divorced
- Darlin Darlin
- Nigger Fucker
- Unchained
- Son of the South
- Matter of Life and Death
- Crazy Daddy
- 1990 Songs for Sale
- Standing Too Close to the Flame
- Granny's off Her Rocker
- Living on the Edge
- If That Ain't Country (live)
- Recommended for Airplay
- Songwriter of the Tear
- Live at the Iron Horse Saloon
- Live at Billy Bob's Texas
- For the Soul and for the Mind
- 18 X-Rated Hits
- All I'll Ever Be
- Rebel Meets Rebel